# مجتمع الميم (مصطلح)

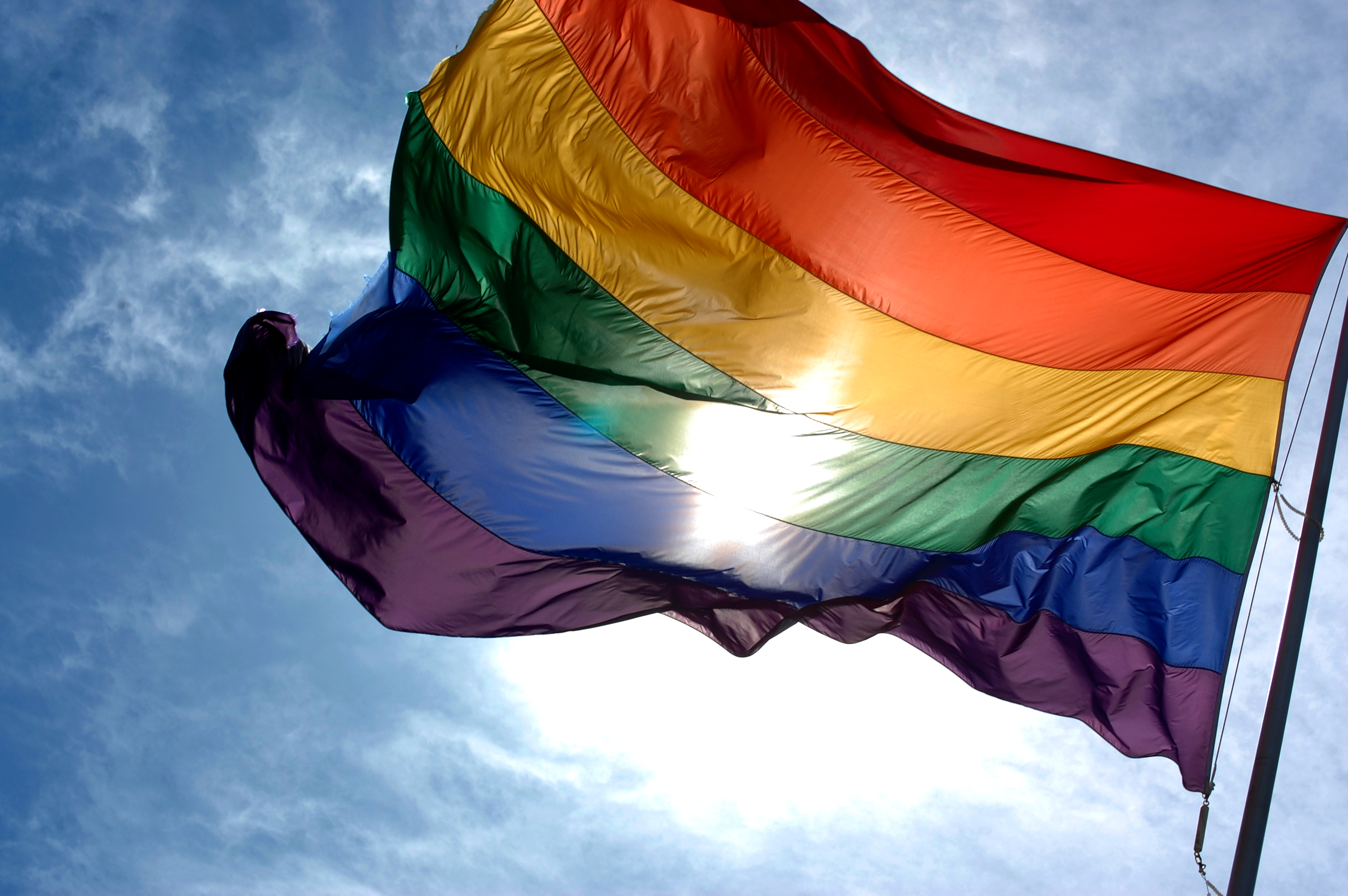
العلم الذي يتخذه مجتمع الميم رمزًا لهم.

مجتمع الميم هو اصطلاح يشير إلى مثليي الجنس ومزدوجي التوجه الجنسي وللمتحولين جنسيًا. وسبب اختيار هذا الاسم هو لأن المصطلحات «مثلي، مزدوج، متحول ومتحير» كلها تبدأ بحرف الميم. وفي اللغات اللاتينية يشار إليه LGBT أو GLBT هي لفظ اوائلي للكلمات التالية: «Lesbian، Gay، Bisexual ، وTransgender» بدأ استخدام المصطلح في التسعينيات، بينما استخدم مصطلح "LGB" قبله بدلاً من مصطلح «مجتمع المثليين» في النصف الثاني من الثمانينيات، لكن هذا أدى إلى شعور العديد من داخل المجتمع بعدم تمثيل هذا المصطلح لهم. أصبح اللفظ تياراً للتعبير عن النفس، واعتنقته غالبية المجتمعات المبنية على الهوية الجنسية في الولايات المتحدة والبلدان الناطقة باللغة الإنكليزية.
يستخدم الكثيرون المصطلح «أحرار الجنس» (كُوير) للتعبير عن أنفسهم كغير مغايرين جنسياً بدلاً من جعل التسمية حصرية على المثليين، مزدوجي الميول، أوالمتحولين جنسياً. ولهذا السبب، يضيف العديد الحرف "Q" اختصاراً، لتدل على الغير مغايرين جنسياً الذين لا يريدون وضع تسمية معينة لتوجههم الجنسي ليصبح المصطلح "LGBTQ"، واستخدم المصطلح أول مرة في 1996.
كما يضيف بعض ثنائيي الجنس حرف "I" اختصاراً ل"Intersex" ليحسوا بانتمائهم إلى المجتمع نفسه فيصبح اللفظ "LGBTI" (استخدم أول مرة في 1997). لكن يجد بعض الأفراد في مجموعة ما نفسها منفصلة عن باقي المجموعات، بل وتجد أنه من المسيء لها مقارنتها بتلك المجموعات. يرى البعض أن قضية المتحولين جنسياً تختلف عن قضية المثليين ومزدوجي الميول. يتمثل هذا تيار «انفصال المثليين والسحاقيات»، حيث يرى أتباعه أن المثليين والسحاقيات يمثلون مجتمع مختلف ومنفصل عن باقي المجموعات في التي يشير إليها المصطلح. ينظر آخرون إلى المصطلح نظرة سلبية لاعتقادهم أن الأحرف صائبة سياسياً، فيرونها محاولة لتصنيف فئات مختلفة من الناس في منطقة رمادية.

## تاريخ
قبل الثورة الجنسية في الستينيات، لم يكن هناك أي مفردة للدلالة على غير المغايرين، اُستخدم مصطلح «جنس ثالث» أحياناً، لكن لم يلق قبولاً في الولايات المتحدة.
يعتبر مصطلح Homosexual (مثلي الجنس) أول مصطلح يستخدم على نطاق واسع، لكن وصله الناس بمعان سلبية، مما أدى إلى محاولة استبداله بمصطلح Homophile في الخمسينات والستينات، ومصطلح Gay في السبعينات. عندما بدأت المثليات بتكوين هويتهن الخاصة، انتشر المصطلحان "Gay" و"Lesbian" انتشاراً كبيراً.

## متغيرات المصطلح
مصطلح "مجتمع الميم" مر بعدة مراحل تاريخية. في العصور القديمة، كان يُشار للمثليين بأوصاف دينية أو أسطورية مثل في اليونان وروما. في العصور الوسطى، ارتبطت الميول غير النمطية بالخطيئة والهرطقة. مع عصر النهضة والتنوير، بدأ الفكر الغربي يناقش الهوية الجنسية بشكل علمي. في القرن العشرين، ظهر مصطلح "مثلي" ثم تطور إلى "LGBT" ليشمل تنوعاً أكبر. مؤخراً، توسّع المصطلح ليشمل الهويات الجندرية واللا معيارية مثل "مجتمع الميم" في العالم العربي.

## الانتقاد
انتقاد مجتمع الميم يختلف باختلاف الخلفيات الثقافية والدينية والاجتماعية. في بعض المجتمعات، يُنظر إلى هذا المجتمع من زاوية دينية ترفض سلوكياته بناءً على معتقدات تقليدية. بينما في مجتمعات أخرى، يُنتقد من منظور اجتماعي باعتباره يخالف الأعراف السائدة. هناك أيضاً من ينتقده بدافع الخوف أو الجهل، دون فهم حقيقي لتنوع الهويات الجنسية والجندرية. بالمقابل، يرى آخرون أن هذا الانتقاد يُستخدم أحياناً كأداة للتمييز ورفض الآخر. يبقى الحوار المبني على الاحترام والمعرفة هو السبيل لفهم أعمق وتجاوز الأحكام المسبقة.